# Jean de Gase
Pour les articles homonymes, voir Gase et Jean Gasc.
Jean de Gase, ou Jean Gasc, né à  Manosque et mort en août 1372, est un prélat du XIVe siècle, évêque de Nîmes, sous le nom Jean V.

## Biographie
Jean de Gase ou également Jean Gasc (Gallia Christiana) est né à Manosque, en Provence.
Moine bénédictin, il est l'abbé d'Aniane (Gallia Christiana).
Il est sacré évêque de Nîmes, le 7 mars 1366 (lire 1367), à Montpellier, par le cardinal Raymond de Canillac, sous le nom de Johannes I (Gallia Christiana).
Jean de Gase pose la première pierre de l'église Saint-Germain à Montpellier et fait de grandes réparations au palais épiscopal.
Jean de Gase semble mourir vers la août 1372.